# تشيلسي مانينغ
تشيلسي إليزابيث مانينغ (وُلِدت باسم برادلي إدوارد مانينغ، مواليد 17 ديسمبر 1987) هي ناشطة أمريكية وكاشفة فساد. وهي جندية سابقة في الجيش الأمريكيّ، أدانتها محكمة عرفيّة في يوليو عام 2013 بانتهاك قانون التجسس وغيره من الجرائم، بعد أن كشفت لموقع ويكيليكس نحو 750,000 وثيقة سرية أو غير سرية، ولكن حساسة من الوثائق العسكرية والدبلوماسية. زُجّت بالسجن من عام 2010 حتى 2017 عندما خُففت عقوبتها. مانينغ موجودة في السجن حاليًا لرفضها المستمر أن تشهد أمام هيئة محلفين كبرى ضد جوليان أسانج. بصفتها امرأة عابرة جنسيًا، أصدرت مانينغ في عام 2013 بيانًا توضح فيه أن هويتها الجندرية كانت هوية أنثوية منذ نعومة أظفارها وتريد أن تُعرف باسم تشيلسي مانينغ. كما أعربت عن رغبتها في بدء العلاج بالهرمونات البديلة.
عُيّنت مانينغ عام 2009 في وحدة عسكرية في العراق كمحللة استخباراتية، كان لديها إمكانية الوصول إلى قواعد بيانات سرية. في أوائل عام 2010، سربت معلومات سرية إلى ويكيليكس وكشفت عن ذلك بشكل سري لأدريان لامو، وهو أحد معارفها على الإنترنت. أبلغ لامو قيادة التحقيقات الجنائية التابعة للجيش بشكل غير مباشر، واعتُقلت مانينغ في مايو من العام نفسه. اشتملت المواد المُسربة على مقاطع فيديو للغارة الجوية في بغداد يوم 12 يوليو عام 2007، ولغارة غارناي الجوية عام 2009 في أفغانستان؛ بالإضافة إلى 251,287 برقية دبلوماسية أمريكية؛ و482,832 تقرير عسكري وقد أصبحت هذه التقارير تُعرف باسم «سجلات حرب العراق» و «مذكرات الحرب الأفغانية». نُشرت هذه المواد بواسطة ويكيليكس وشركائها الإعلاميين بين أبريل 2010 وأبريل 2011.
اتُهمت مانينغ بـ22 جريمة، بما في ذلك مساعدة العدو، والتي كانت أخطر تهمة ويمكن أن تؤدي إلى عقوبة الإعدام. كانت محتجزة في سجن مارين كوربس بريغ، كوانتيكو في ولاية فرجينيا، من يوليو 2010 إلى أبريل 2011، في وضع الوقاية من الإصابات -الأمر الذي أدى إلى الحبس الانفرادي بحكم الأمر الواقع وغيره من القيود التي تسببت بقلق محلي ودولي- قبل أن تُنقل إلى مرفق الإصلاح الإقليمي المشترك في فورت ليفنوورث بولاية كانساس، حيث يمكن أن تتفاعل مع سجناء آخرين. اعترفت بالذنب في فبراير 2013 على عشر تهم. بدأت محاكمة التهم المتبقية في 3 يونيو 2013، وفي 30 يوليو، أُدينت بـ17 تهمة من التهم الأصلية وبـ4 تهم مُعدلة من التهم الأخرى، لكنها بُرّئت من تهمة مساعدة العدو. حُكم عليها بالسجن لمدة 35 عامًا في ثكنات الاعتقال التأديبية في فورت ليفنوورث. في 17 يناير 2017، خفف الرئيس باراك أوباما حكم مانينغ إلى نحو سبع سنوات من الحبس بدءًا من تاريخ اعتقالها في 27 مايو 2010. بعد إطلاق سراحها، كانت مانينغ تكسب لقمة عيشها من خلال إلقاء المحاضرات.
في عام 2018، تحدت مانينغ السناتور الحالي بن كاردن في الترشح عن المقعد الديمقراطي لانتخابات مجلس شيوخ الولايات المتحدة في ولاية ماريلاند مسقط رأسها. حصلت مانينغ على 5.7% من الأصوات، بينما فاز كاردن بإعادة الترشيح وحصل على نسبة 80.5% من الأصوات المُدلى بها.
من 8 مارس 2019 وحتى 12 مارس 2020، باستثناء أسبوع من 9 مايو وحتى 16 مايو، احتُجزت مانينغ بتهمة ازدراء المحكمة في مركز الاعتقال الفيدرالي في مدينة الإسكندرية بولاية فرجينيا لرفضها الإدلاء بشهادتها أمام هيئة محلفين فيدرالية كبرى تحقق بشأن ويكيليكس. في 12 مارس 2020، أمر قاض فيدرالي بإطلاق سراح مانينغ ودفع الغرامات المستحقة التي تبلغ قيمتها 256,000 دولار أمريكي.

## الخلفية

### بداية حياتها
وُلدت برادلي إدوارد مانينغ في عام 1987 في أوكلاهوما سيتي بولاية أوكلاهوما، كانت الطفلة الثانية لسوزان فوكس، التي تنحدر بالأصل من ويلز، وبرايان مانينغ، وهو أمريكي. ألتحق برايان بالبحرية الأمريكية في عام 1974، في سن التاسعة عشر، وعمل لمدة خمس سنوات كمحلل استخباراتي. التقى بريان بسوزان أثناء وجوده في ويلز في قاعدة راف برودي السابقة. وُلدت شقيقة مانينغ الكبرى، كيسي مانينغ، عام 1976. عاد الزوجان إلى الولايات المتحدة في عام 1979، واستقرا في كاليفورنيا بدايةً. بعد أن انتقلا إلى مكان بالقرب من مدينة كريسنت بولاية أوكلاهوما، اشتريا منزلًا مع مساحة 5 فدانات (هكتاران) من الأرض، حيث احتفظا بالخنازير والدجاج.
وقالت كاسي، شقيقة مانينغ، للمحكمة العسكرية إن كلا والديهما كانا مدمنين على الكحول، وإن أمهما كانت تشرب باستمرار أثناء حملها بتشيلسي. قال الكابتن ديفيد مولتون للمحكمة، وهو طبيب نفسي في البحرية، إن ملامح وجه مانينغ تُظهر علامات متلازمة الكحول الجنينية. أصبحت كيسي الراعية الرئيسية لمانينغ، وكانت تستيقظ في الليل لإعداد زجاجة الحليب للطفلة. سمعت المحكمة أنه لم يُقدّم لمانينغ سوى الحليب وطعام الأطفال حتى بلغت الثانية من العمر. كشخص بالغ أصبح طولها 1.57 مترًا ووزنها نحو 48 كيلوغرام.
عمل والد مانينغ كمدير مختص بتقنية المعلومات في وكالة تأجير سيارات، شركة هيرتز، وقد تطلبت منه هذه الوظيفة السفر. عاشت الأسرة في مكان يبعد عدة أميال عن المدينة، ولم تكن والدة مانينغ قادرة على القيادة. كانت تمضي أيامها في شرب الكحول، تاركةً مانينغ لتعتني بنفسها إلى حد كبير، فتلعب بالليغو أو على الحاسوب. كان برايان يخزّن الطعام لهم قبل رحلاته، ويترك الشيكات الموقعة مسبقًا لترسلها كيسي لدفع الفواتير. قالت إحدى الجارات إنه كلما ذهبت مدرسة مانينغ الابتدائية في رحلات ميدانية، كانت تعطي ابنها طعامًا أو مالًا إضافيًا ليحرص أن يكون لدى مانينغ شيء يأكله. اعتبر الأصدقاء والجيران عائلة مانينغ عائلة مضطربة.

### طلاق أهلها والانتقال إلى ويلز

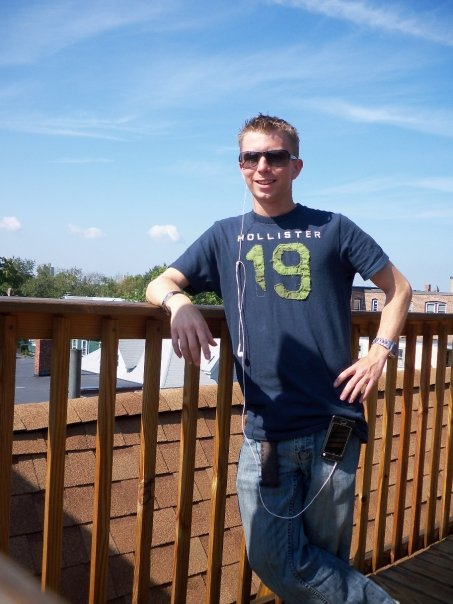
تشيلسي مانينغ قبل أن تتحول جنسياً

عندما كانت طفلة، كانت مانينغ تملك آراء خاصة بها حول تقاطع الدين والسياسة. على سبيل المثال، كانت دائمًا تظل صامتة خلال قول الجزء من عهد الولاء الذي يشير إلى الله.
في مقابلة عام 2011، قال والد مانينغ عنها في صغرها حين كانت شابًا: «على الناس أن تفهم أنه شاب عاش حياة سعيدة أثناء نشأته». وقال أيضًا إن مانينغ تفوقت في الساكسفون والعلوم وأجهزة الحاسوب، وأنشأت موقعًا إلكترونيًا في سن العاشرة. تعلمت مانينغ كيفية استخدام برنامج العروض التقديمية باوربوينت، وفازت بالجائزة الكبرى لمدة ثلاث سنوات متتالية في معرض العلوم المحلي، وفي الصف السادس، حصلت على الجائزة الأولى على مستوى الولاية في مسابقة معلومات عامة.
قال أحد أصدقاء طفولة مانينغ متحدثًا عن محادثة أجراها مع مانينغ عندما كانت في الثالثة عشرة من عمره: «أخبرني أنه مثلي الجنس». قال الصديق أيضًا إن حياة مانينغ المنزلية لم تكن جيدة وأن والدها كان متحكمًا جدًا. في ذلك الوقت تقريبًا، انفصل والدا مانينغ. انتقلت هي ووالدتها سوزان من المنزل ليعيشا في شقة مستأجرة في كريسنت، أوكلاهوما. استمر عدم استقرار سوزان، وفي عام 1998 حاولت الانتحار. قادت أخت مانينغ والدتها إلى المستشفى، بينما كانت مانينغ البالغة من العمر 11 عامًا تجلس في المقعد الخلفي من السيارة تحاول التأكد من أن والدتها ما تزال تتنفس.

## المحاكمة
في 30 تموز/يوليو، 2013، أدانت تشيلسي مانينغ محكمة عسكرية أمريكية ووجدتها مذنبًة في عشرين تهمة من أصل 22 وجهت إليه، وبُرِّئت من تهمة مساعدة العدو التي تعد أخطر التهم. أثناء المحاكمة، اعتذرت ماننيغ على ما تسببت فيه من إحراج للولايات المتحدة والنتائج غير المتوقعة الناجمة عن تصرفاته. في 21 أغسطس 2013، صدر حكم بالسجن لمدة 35 عامًا عليها من المحكمة العسكرية التي تحاكمها.

## التحول إلى تشيلسي
تشيلسي الآن امرأة عابرة جنسيا. بعد مضي فترة قصيرة من سجنها، أعلنت تشيلسي بأنها تشعر أنها امرأة وطلبت إجراء عمليات تبديل هرمونات وتغيير اسمها من برادلي إدوارد إلى تشيلسي إليزابيث. شخصت تشيلسي باضطراب الهوية الجنسية و تمت الموافقة على طلبها في الثالث عشر من سبتمبر لعام 2016.

## جوائز
في 2014 حصلت على جائزة سام آدامز.

## وصلات خارجية
- تشيلسي مانينغ على موقع IMDb (الإنجليزية)
- تشيلسي مانينغ على موقع الموسوعة البريطانية (الإنجليزية)
- تشيلسي مانينغ على موقع مونزينجر (الألمانية)
- تشيلسي مانينغ على موقع ميوزك برينز (الإنجليزية)
- تشيلسي مانينغ على موقع إن إن دي بي (الإنجليزية)
- تشيلسي مانينغ على موقع قاعدة بيانات الفيلم (الإنجليزية)

- برادلي مانينغ  - ويكيميديا كومنز
- صفحة مناصر برادلي مانينغ
- الفيديو الذي يعتقد أن برادلي قام بتسريبه.